# Tai (Nigeria)
Tai è una delle aree a governo locale (local government areas) in cui è suddiviso lo stato di Rivers, nella Repubblica Federale della Nigeria.
Conta una popolazione di 117.797 abitanti.